# Snubnose
Snubnose war eine christliche Metal-Band aus Ludwigsburg. Die 1993 gegründete Band nannte sich bis 1997 „The Circumcised“ (auf Deutsch „die Beschnittenen“). Ihren Musikstil nannten sie selbst „Melodic-Groove-Core“.

## Bandgeschichte
Im Herbst lösten sie sich nach einem Abschiedskonzert am 23. September 2001 in der Röhre in Stuttgart auf. Der frühere Sänger und Frontmann Martin Schabel sang danach bei der Band Toelz, Benjamin Pozsgai war bis zur Auflösung von Opposition of One Mitglied der Band.

## Umbenennung
1997 benannte sich die Band um, weil Fans, die im englischsprachigen Ausland T-Shirts von „The Circumcised“ trugen, immer wieder darauf hingewiesen wurden, dass der Bandname umgangssprachlich ein vulgärer Ausdruck sei und nicht die eigentliche deutsche Übersetzung verstanden würde. „Die Beschnittenen“ war laut Aussage von Bandmitgliedern eine Metapher für eine geistliche Grundhaltung. Dem neuen Namen „Snubnose“ (dt.: „Stupsnase“) wurde keine tiefere Bedeutung zugedacht.

## Diskografie
- 1996: Bitter Way (The Circumcised)
- 1997: move on
- 1999: second-hand
- 2000: Jesus
- 2001: Havah Nagila (Maxi)